# 히베이라브라바 (카보베르데)

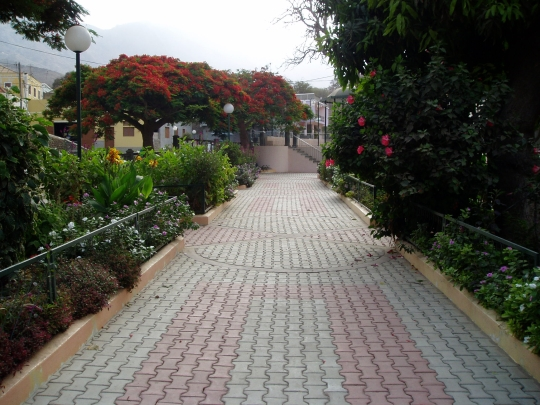
히베이라브라바

히베이라브라바(포르투갈어: Ribeira Brava)는 카보베르데 상니콜라우섬 동부에 위치한 도시로 인구는 1,936명(2010년 기준)이다. 행정 구역상으로는 히베이라브라바시에 속한다.